# Vibrante simples e oclusiva linguolabial
A oclusiva, tepe ou vibrante simples linguolabial é um tipo de som consonantal usado em algumas línguas faladas. O símbolo no Alfabeto Fonético Internacional que o representa é ⟨d̼⟩ ou ⟨b̺⟩.

## Características
- Seu modo de articulação é oclusiva, ou seja, produzida pela obstrução do fluxo de ar no trato vocal.
- A consoante é oral, sem saída nasal.
- Seu ponto de articulação é linguolabial, o que significa que está articulado com a língua contra o lábio superior.
- Sua fonação é sonora, o que significa que as cordas vocais vibram durante a articulação.
- É uma consoante oral, o que significa que o ar só pode escapar pela boca.
- O mecanismo de fluxo de ar é pulmonar, o que significa que é articulado empurrando o ar apenas com os pulmões e o diafragma, como na maioria dos sons.

## Ocorrência
| Língua | Língua         | Palavra | AFI      | Significado | Notas |
| ------ | -------------- | ------- | -------- | ----------- | ----- |
| Bijago | Dialeto kajoko |         | [nɔ̀d̼ɔ́ːɡ] | Pedra       |       |